# Schistogonia
Schistogonia is een geslacht van halfvleugeligen uit de familie schuimcicaden (Cercopidae). De wetenschappelijke naam van dit geslacht is voor het eerst geldig gepubliceerd in 1869 door Stål.

## Soorten
Het geslacht Schistogonia omvat de volgende soorten:
- Schistogonia bidentata Schmidt, 1920
- Schistogonia cercopoides (Walker, 1858)
- Schistogonia neglecta Nast, 1949
- Schistogonia sanguinea (Fabricius, 1803)
- Schistogonia simulans Schmidt, 1920